# Guibemantis kathrinae
Espèce
Synonymes
- Mantidactylus kathrinae Glaw, Vences & Gossmann, 2000

Statut de conservation UICN

 VU B1ab(iii) : Vulnérable
Guibemantis kathrinae est une espèce d'amphibiens de la famille des Mantellidae.

## Répartition

Aire de répartition de Guibemantis kathrinae.

Cette espèce est endémique de Madagascar. Elle se rencontre entre 500 et 840 m d'altitude dans les environs d'Andapa, dans le Nord-Est, et d'An'Ala, dans l'est de l'île,.

## Description
Les 3 spécimens mâles adultes observés lors de la description originale mesurent entre 56,7 mm et 58,6 mm de longueur standard.

## Étymologie
Son nom d'espèce, kathrinae, lui a été donné en l'honneur de Kathrin Schmidt en reconnaissance de son aide dans l'étude des amphibiens et reptiles malgaches ; ses enregistrements de chants d'appel à Andapa ont notamment permis une clarification dans les relations et la distribution des différentes espèces du groupe Mantidactylus depressiceps.

## Publication originale
- Glaw, Vences & Gossmann, 2000 : A new species of Mantidactylus (subgenus Guibemantis) from Madagascar, with a comparative survey of internal femoral gland structure in the genus (Amphibia: Ranidae: Mantellinae). Journal of Natural History, vol. 34, p. 1135-1154 (texte intégral).